# Tom Tjaarda
Tom Tjaarda (Detroit, 23 juli 1934 - Turijn, 1 juni 2017), voluit Stevens Thompson Tjaarda Van Starkenberg, was een Amerikaanse ontwerper van Nederlandse afkomst die voornamelijk in de automobielsector actief was en hoofdzakelijk in Italië werkte. Tjaarda was de zoon van ontwerper John Tjaarda. Tot de bekendste creaties van Tjaarda behoren de carrosserieën van de De Tomaso Pantera en de eerste generatie Ford Fiesta.

## Levensloop

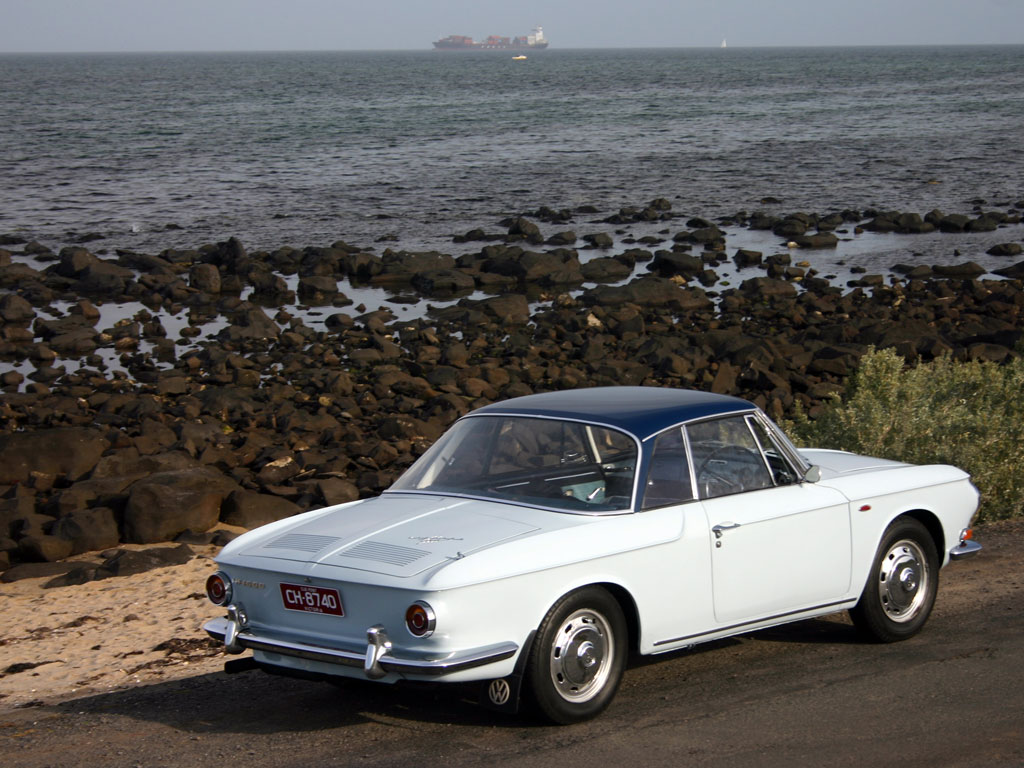
VW Karmann-Ghia Type 34

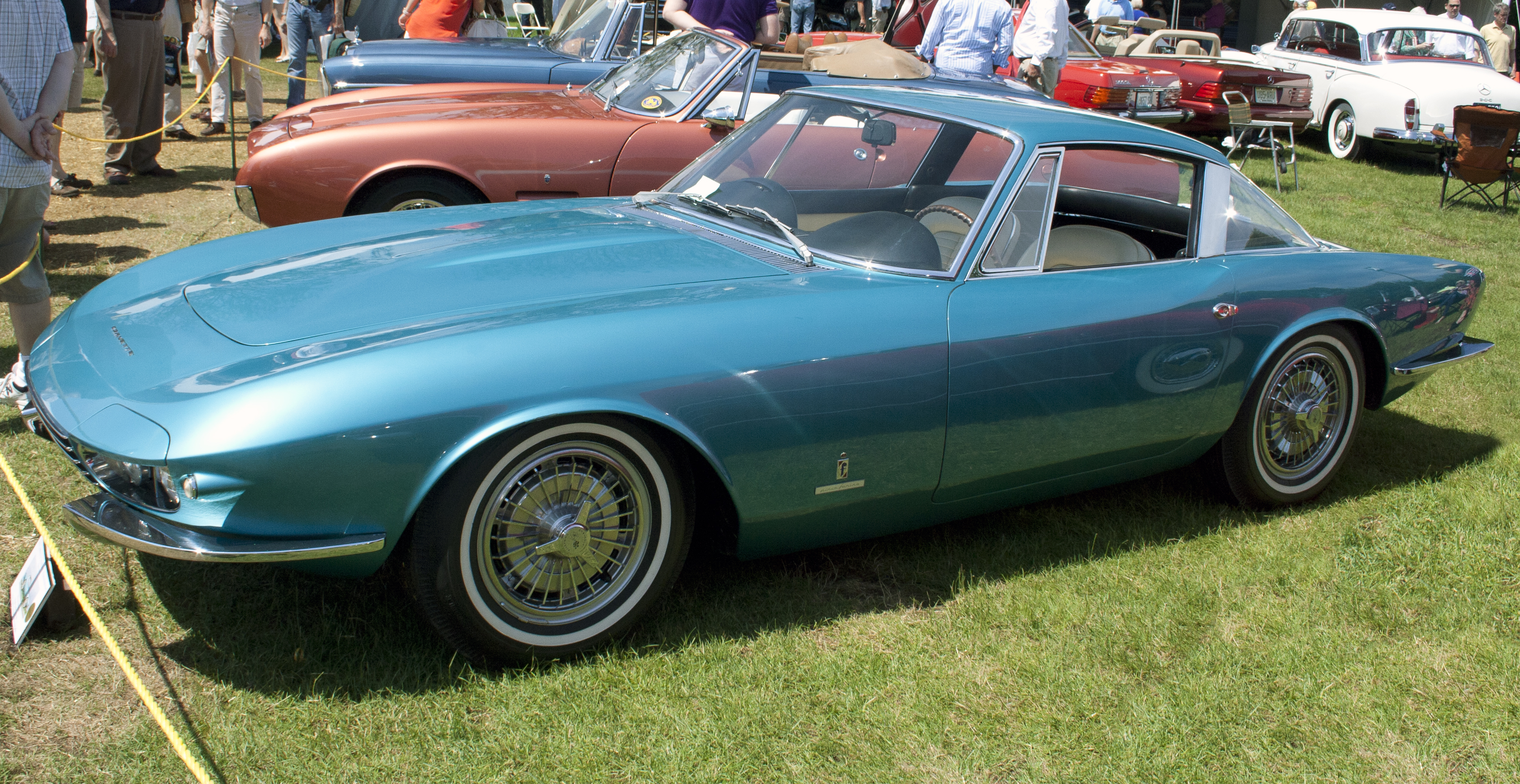
Chevrolet Corvette Rondine

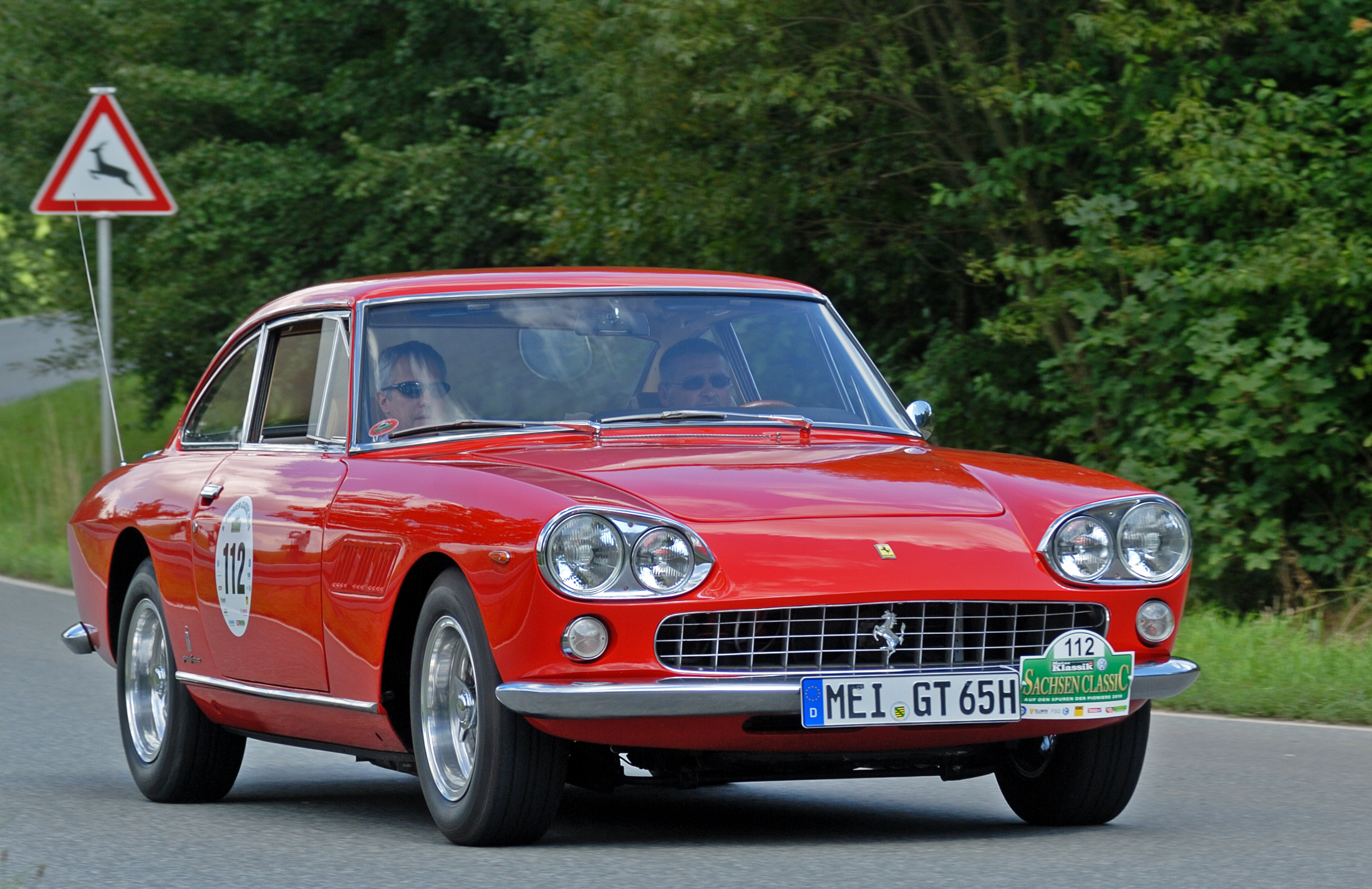
Ferrari 330 GT 2+2

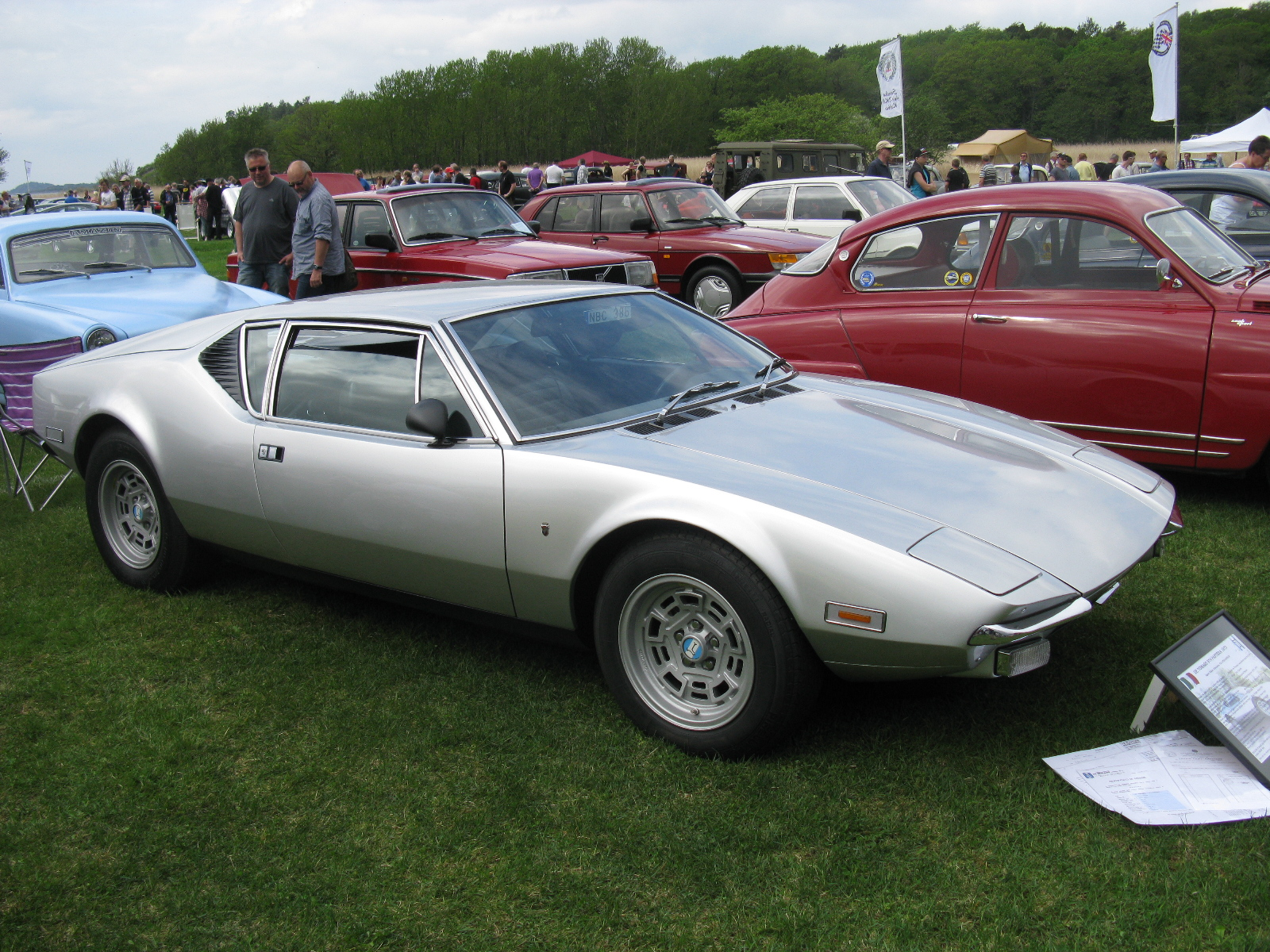
De Tomaso Pantera

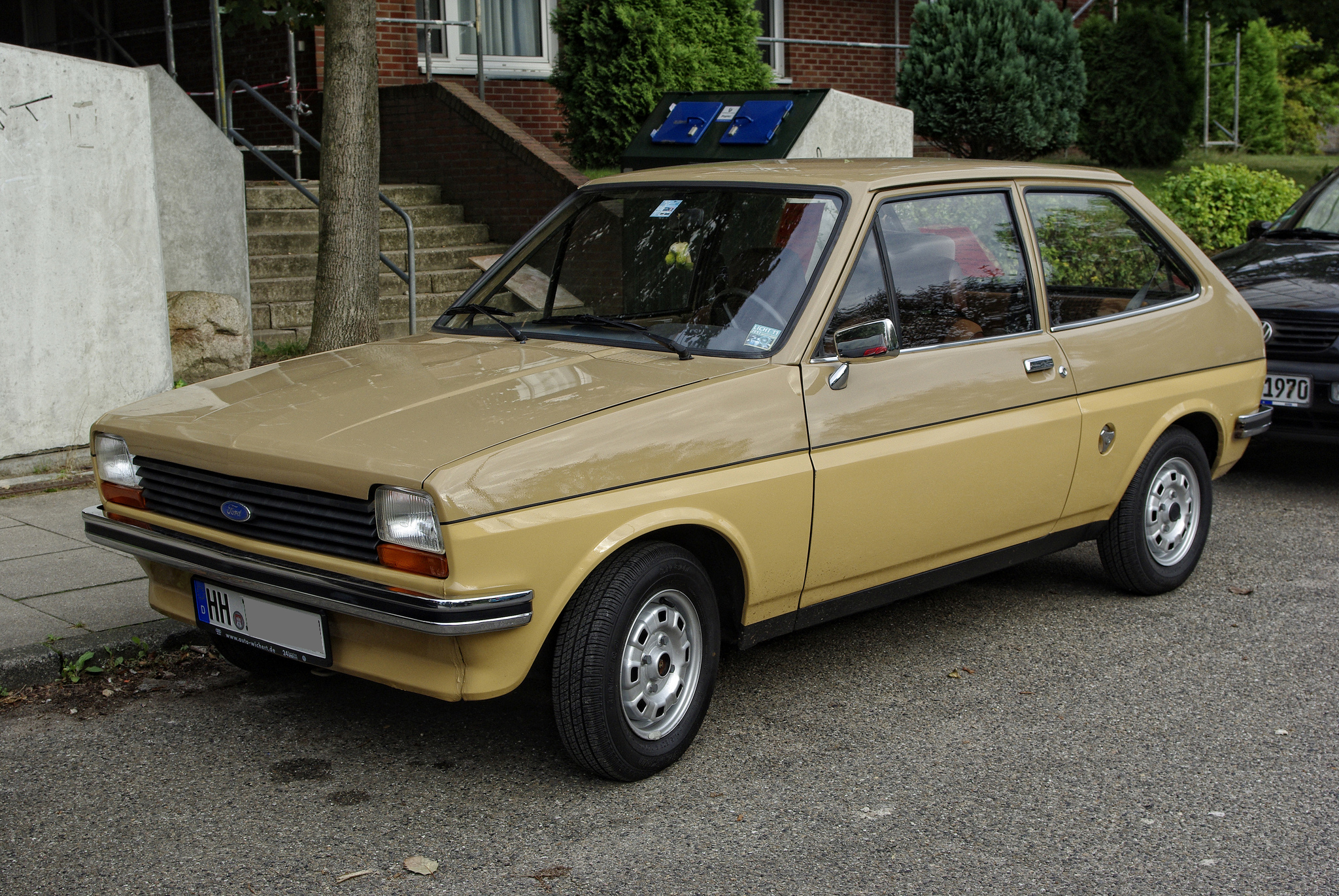
Ford Fiesta (eerste generatie)

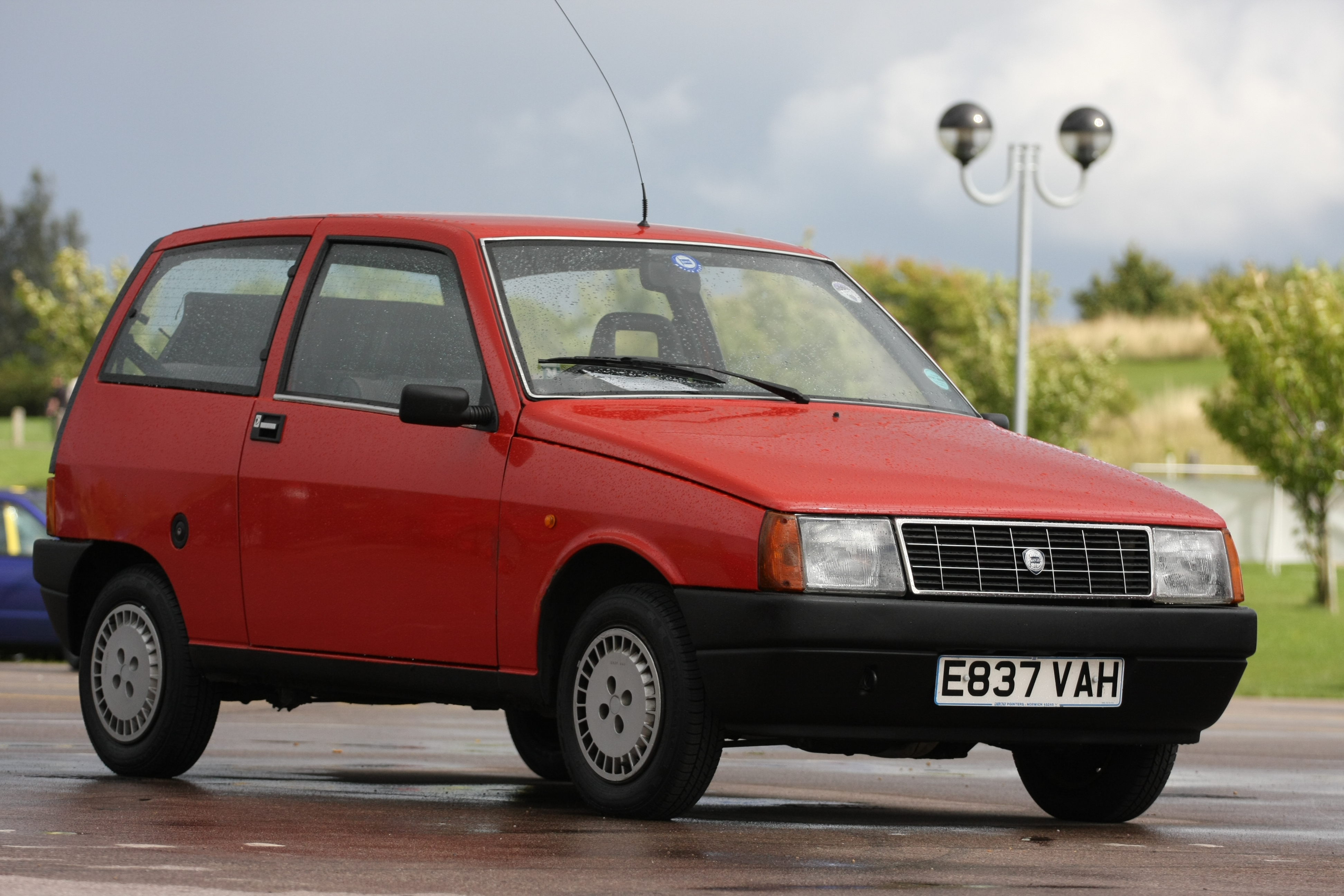
Lancia Y10

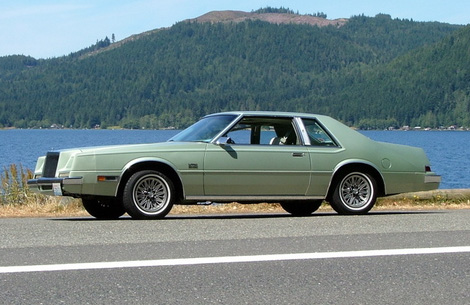
Chrysler Imperial

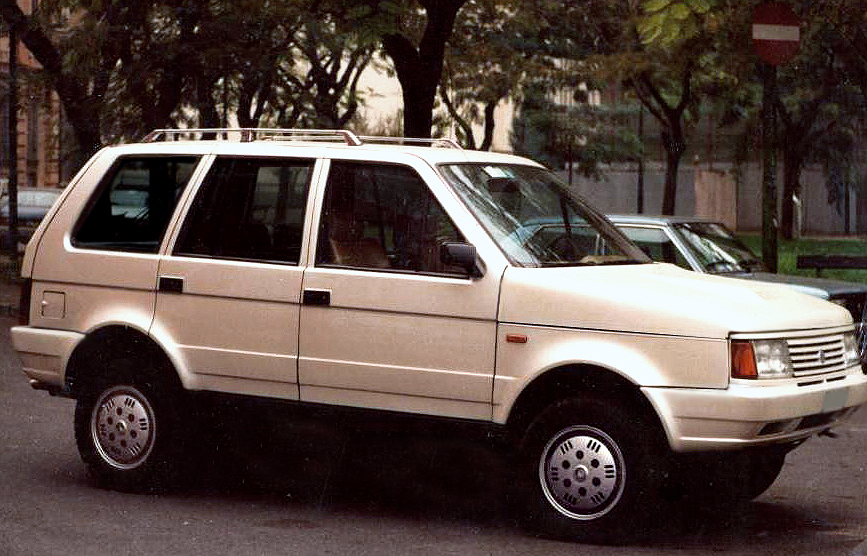
Rayton Fissore Magnum 4x4

Tom Tjaarda werd in 1934 geboren in Detroit. Zijn vader, John Tjaarda, was een Nederlander die na de Eerste Wereldoorlog in het Verenigd Koninkrijk een opleiding tot vliegtuigingenieur had genoten. In 1923 emigreerde John Tjaarda naar de VS, waar hij aanvankelijk voornamelijk in Hollywood werkte als ontwerper van carrosserieën. Begin jaren dertig stond hij onder contract bij Ford in Detroit. Hier ontwierp hij onder meer de Lincoln-Zephyr (1936), die als een ontwerpmijlpaal wordt beschouwd.
Na de scheiding van zijn ouders in 1939 groeide Tjaarda op bij zijn moeder in Detroit. Van 1953 tot 1958 studeerde hij architectuur en industrieel ontwerp aan de Universiteit van Michigan. In 1956 stelde een van zijn instructeurs hem voor aan Luigi Segre, de toenmalige directeur van Carrozzeria Ghia. Mede daardoor ging Tjaarda in 1958 aan de slag in de automobielsector, wat sindsdien de focus van zijn werk is gebleven.
Tjaarda had sinds 1958 nauwe banden met Italië. Naast Carrozzeria Ghia was er een langere professionele relatie met De Tomaso. Tjaarda woonde tot zijn overlijden in Turijn, waar hij de Tjaarda Design studio runde.

## Professionele loopbaan
Door tussenkomst van zijn professor in industrieel ontwerp aan de Universiteit van Michigan, kreeg Tjaarda zijn eerste baan bij Carrozzeria Ghia in september 1958. Daar was hij in eerste instantie alleen verantwoordelijk voor de details en niet voor het volledige voertuigontwerp. Een van zijn eerste realisaties was het achterste deel van de VW Karmann Ghia Type 34. Een Ghia coupé op basis van de Innocenti 1100 kwam geheel onder de verantwoordelijkheid van Tjaarda tot stand.
Van 1961 tot 1965 werkte Tjaarda voor Pininfarina. Hier maakte hij onder meer zijn ontwerp voor de Corvette Rondine, een uniek exemplaar gebaseerd op de Chevrolet Corvette, wiens lijnen Giorgetto Giugiaro als model gebruikte voor de Iso Grifo. Tjaarda spendeerde korte periodes bij OSI en Giugiaro's Ital Styling voordat hij in 1968 terugkeerde naar Carrozzeria Ghia. Destijds was Ghia eigendom van Alejandro de Tomaso en in 1970 nam Ford de studio in Turijn over. Tjaarda bleef tot 1977 bij Ghia. Hier ontwierp hij bijna alle serievoertuigen voor De Tomaso, waaronder de Pantera en het Pantera II-prototype. Hij had eerder ook verschillende carrosserieën voor Ferrari ontworpen. Zijn wens om ook een ontwerp voor Maserati te maken ging niet in vervulling. Echter, Tjaarda's ontwerp van de De Tomaso Longchamp werd vanaf 1976 verkocht in een licht herziene versie door Pietro Frua als de Maserati Kyalami. De meest voorkomende auto met een door Tom Tjaarda ontworpen carrosserie was de eerste generatie van de Ford Fiesta.
Van 1977 tot 1981 leidde Tjaarda Fiat's Centro Stile in Turijn. Naast het ontwerp van de Lancia Y10 was hij voornamelijk verantwoordelijk voor facelifts van bekende Fiat-modellen, die hier opnieuw ontworpen werden voor gebruik door Fiat's Zuid-Amerikaanse dochterondernemingen of partners zoals Seat of Zastava. Vanaf 1982 werkte Tjaarda tijdelijk voor Rayton Fissore. In 1984 richtte hij zijn eigen ontwerpstudio op in Turijn, aanvankelijk onder de naam Dimensione Design en later omgedoopt tot Tjaarda Design.
In zijn latere jaren was hij steeds vaker actief in China en richtte hij zich ook op andere industriele ontwerpen, waaronder lichtschakelaars, wastafels, lampen en schoonmaakmachines. Naar eigen zeggen omdat hij niet meer alleen kon rondkomen van auto's ontwerpen.

## Ontwerpen
Tom Tjaarda ontwierp in totaal meer dan 70 voertuigen.

### Seriemodellen
- Innocenti 950 Spider (1960)
- VW Karmann Ghia Type 34 (1960)
- Ferrari 330 GT 2+2
- Fiat 124 Pininfarina Spider
- Ferrari 365 California Spyder
- De Tomaso Deauville
- De Tomaso Longchamp
- De Tomaso Pantera
- Ford Fiesta
- Ford Maverick
- Lancia Y10
- Seat Ronda
- Chrysler Imperial
- Rayton Fissore Magnum 4x4
- Lamborghini Diablo (interieur)
- Qvale Mangusta (revisie van een ontwerp van Marcello Gandini)
- Fiat Barchetta (facelift)

### Prototypes en eenmalige ontwerpen (selectie)
- Coupé op basis van de Renault Dauphine (1960)
- Fiat 2300 Pininfarina Lausanne Coupé (1964)
- Chevrolet Corvette Rondine: twee ontwerpen op basis van de Chevrolet Corvette (1963 en 1964)
- Serenissima Ghia (1968)
- Ghia Centurion (1968)
- Lancia Flaminia Marica (1969), stilistisch model voor de Momo Mirage die in een kleine oplage gebouwd werd
- De Tomaso Zonda
- De Tomaso Pantera II